# Heinrich von Mondeville
Heinrich von Mondeville, französisch Henri de Mondeville (auch Henry de Mondeville und Hermondaville), latinisiert Henricus de Mondavilla (* um 1260 wahrscheinlich in Émondeville/heute im Département Manche; † nach 1325 in Paris), war ein normannischer Wundarzt, Lehrer der Anatomie in Montpellier und Leibarzt Philipps des Schönen.

## Leben
Seine Kindheit verbrachte Heinrich (Henri) vermutlich in der Normandie. Sein Studium der Medizin begann er in Montpellier oder Paris. An der Universität Bologna studierte er Chirurgie und Anatomie, ebenso wie sein späterer Schüler Guy de Chauliac, der eine „Große Chirurgie“ veröffentlichte. Er studierte in Paris bei den Chirurgen Lanfrank von Mailand und Jean Pitard und in Bologna bei Teodorico Borgognoni. Anschließend lehrte an der Universität Montpellier.
Zu Heinrichs Schülern gehörten unter anderem auch der westflämische Wundarzt Jan Yperman (1269/65 bis etwa 1350) und der Handwerkschirurg Thomaes Schelling van Thienen, die ebenfalls Chirurgie unterrichteten und in Ypern bzw. Namur als geschworene Wundärzte tätig waren.
Heinrich wurde 1298 zum Chirurgen (Leibwundarzt) des französischen Königs Philipp des Schönen berufen, war als Lehrer von dessen Kindern sowie später (1312) auch als von Arras aus nach England beorderter Gesandter tätig.
In Montepellier begann er 1304 die 1314 abgeschlossene Arbeit an seinem Werk Cyrurgia, dem ersten französischen Lehrbuch der Chirurgie, mit dem er Neuerungen in die Chirurgie einzubringen versuchte (Vorgängerin von Guy de Chauliacs Chirurgia magna). Von Galen übernahm er die Lehre von den zwei Kammern des menschlichen Uterus. Zur Illustration seiner Vorlesungen verwendete er zur besseren bildlichen Organdarstellung als Erster Schautafeln und anatomische Modelle.
Neben der Chirurgie befasste er sich mit der medizinischen Deontologie. In seine Arbeit floss die Aristotelische Philosophie ein. Er war Vorgänger von Mondino dei Luzzi in Bologna.
Im Jahr 1306 hatte er die Nachfolge Lanfranks von Mailand in Paris angetreten.